# Новотны, Филип
Филип Новотны (чеш. Filip Novotný; 26 февраля 1991, Пельгржимов, Чехословакия) — чешский хоккеист, вратарь. Воспитанник клуба «Дукла Йиглава». В настоящее время игрок клуба «Энергия Карловы-Вары», выступающего в Чешской экстралиге.

## Карьера
Филип Новотны начал играть в хоккей в Йиглаве. Дебютировал в экстралиге за пражскую «Спарту» в сезоне 2010/11. В следующих сезонах был вторым вратарём «Спарты», в основном играл в аренде за клубы первой чешской лиги.
После окончания сезона 2014/15 перешёл в клуб КХЛ «Металлург Новокузнецк». Но уже в декабре 2015 года покинул клуб и вернулся в Чехию. Перед началом сезона 2017/18 перебрался в «Карловы-Вары», который выступал в первой лиге. Став лучшим вратарём по всем основным статистическим показателем как в регулярном чемпионате, так и в плей-офф, Новотны помог своей новой команде пробиться в Экстралигу.
29 января 2021 года вошёл в историю чешского чемпионата, став первым вратарём, которому удалось забросить шайбу. Это произошло в концовке матча с «Младой Болеслав», при счёте 2:1 Филип Новотны забил гол в пустые ворота.

## Достижения
- Лучший вратарь чешской первой лиги сезона 2017/18 по коэффициенту надёжности (1.28), проценту отражённых бросков (94,9) и играм на «ноль» (7)
- Лучший вратарь плей-офф чешской первой лиги сезона 2017/18 по коэффициенту надёжности (0.87) и проценту отражённых бросков (96,9)

## Семья
Его отец, Марек Новотны (род.23.04.1972 г.) — бывший вратарь, выступавший за «Дуклу» из Йиглавы, «Витковице», «Злин» и «Тршинец», провёл 351 матч в Экстралиге.
Сам Филип Новотны женат, у него есть сын Матьяш (род.в 2010 году).